# Janwillem Blijdorp

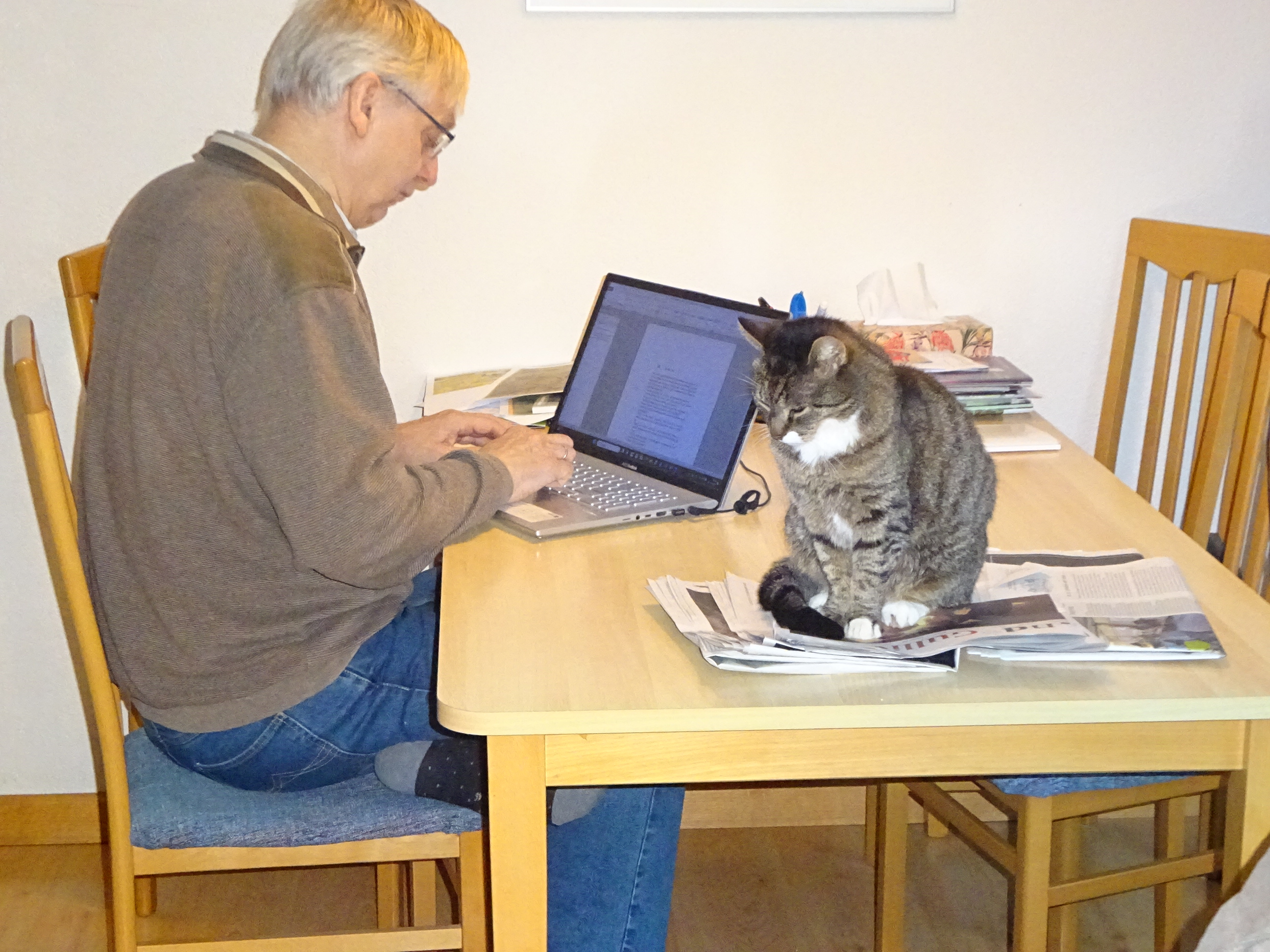

Janwillem Blijdorp (Hoogeveen, 29 juli 1957) is een Nederlandse kinderboekenschrijver.   

## Biografie
Blijdorp werd geboren in Hoogeveen en heeft twee broers en vijf zussen. Na zijn studies aan de MAVO in Meppel en de HAVO in Groningen begon hij in 1974 te werken in een boekwinkel. In 2022, op zijn 65e verjaardag, legde hij zijn werk in de boekhandel neer, om meer tijd vrij te maken voor zijn gezin en zijn hobby's. Rond 1990 begon hij met het schrijven van boeken. Het eerste boek van Blijdorp verscheen in 1993 in de serie De drie avonturiers: Kampeerders in de knel. Vanaf toen zijn er elk jaar verschillende boeken van hem verschenen. Blijdorp schrijft boeken vanuit een christelijke achtergrond

## Boeken

### De drie avonturiers
- Kampeerders in de knel (deel 1)
- Wind in de zeilen (deel 2)
- Terreur aan de Moezel (deel 3)
- Kunstroof in Parijs (deel 4)
- De ongrijpbare slavenhaler (deel 5)
- Duistere praktijken in Zuid-Afrika (deel 6)
- De wraak van de bendeleider (deel 7)

### Verhalen uit de tijd van de Bijbel
- Jakin, een verhaal uit de tijd van Mozes. Bij latere drukken kreeg dit boek de titel: De bevrijding van Jakin en Nakoma, een verhaal uit de tijd van Mozes
- De lange weg, een verhaal uit het oude Israël
- De wedloop, een zoektocht in het spoor van Paulus

### MAF-kinderen
- Bjorn's nachtmerrie (deel 1)
- Gijzeling in de jungle (deel 2)
- Gus de gauwdief (deel 3)
- Operatie olievlek (deel 4)
- Vlucht in gevaar  (deel 5)

### Problemen, die spelen op het Johannes Calvijn college
- Allemaal buitenbeentjes
- Pijn!
- Fataal moment
- Verkeerd verbonden
- Verbroken schakels
- Julia's zus
- Lotgenoten

### Niveau-lezen
- Pablo's strijd
- Zoektocht naar de gouden stad
- Het geheim van het oude huis

### Vlinderserie (romans)
- Vlucht in veilige handen
- Spelen met vuur
- Als opgejaagd wild
- Doodlopende weg
- Schipbreukeling

### Spannende boeken zonder serieverband
- Het geheim van de verborgen grot
- Kaping onder de zeespiegel
- Raadsels rond een kluizenaar
- GAME OVER!
- Vuur in de nacht
- Schreeuw in de mist
- Op zoek naar een schuilplaats

### Groep 8 beleeft altijd wat
- Verzin iets beters! (deel 1)
- Foute wissel (deel 2)
- Eerlijk duurt het langst (deel 3)
- Samen sterk (deel 4)

### Floris de minstreel
- De zoon van de smid  (deel 1)
- Broeders zonder geweten  (deel 2)
- Strijd met gesloten vizier (deel 3)
- Dubbele dreiging (deel 4)
- Het complot van de edelen (deel 5)
- Oog in oog met de dood (deel 6)
- De koelbloedige moordenaars (deel 7)
- De dolende ruiter (deel 8)
- De vijand uit het oosten (deel 9)
- De schat van de Tempeliers (deel 10)

### Opstand in de Lage Landen
- Alleen maar verliezers (deel 1)
- Goud voor de prins (deel 2)
- Geus tegen wil en dank (deel 3)

### Het Trias Project
- Strijd tegen het kwaad (deel 1)

### Teamdossier
- De jacht op de wreker (deel 1)
- De gestoorde geleerde (deel 2)
- De man met de Januskop (deel 3)
- De gevaarlijke wonderdokter (deel 4)
- Vrijheidsstrijders in actie (deel 5)
- Konvooi in gevaar (deel 6)
- De vermiste hulpverlener (deel 7)
- Bomalarm in Europoort (deel 8)
- Vondst uit het verleden (deel 9)
- Sabotage rond het wad (deel 10)
- Kroonjuwelen en dode raven (deel 11)
- Commotie rond een prototype (deel 12)
- Slotakkoord in Caïro (deel 13)
- Bijzondere ontdekkingen. (Special met 12 korte verhalen) Alleen verkrijgbaar als pdf bij de schrijver.

### Bas en Charlotte
- Bruggers (deel 1)
- Rome sweet Rome  (deel 2)
- Hoezo problemen? (deel 3)
- Stoorzender! (deel 4)
- Bouwers! (deel 5)

### Dave Woods, dubbelspion
- Spion voor de vijand (deel 1)
- Gemanipuleerd (deel 2)
- Confrontatie (deel 3)
- Revolutie (deel 4)

### De jonge rangers
- De prooi van de jager (deel 1)
- De erfenis van Abiola (deel 2)
- Het gif van de slang (deel 3)
- Expeditie Okavango (deel 4)
- Noodkreet uit het regenwoud (deel 5)
- Race tegen de klok (deel 6)

### Joël en Jael
- Joël en Jael gaan sporten (deel 1)
- Joël en Jael op museumtoer (deel 2)
- Joël en Jael maken muziek (deel 3)
- Joël en Jael op beroepenjacht (deel 4)

B&B Weltevree
- Rovers op de Veluwe (deel 1)
- Vreemde gasten in de B&B (deel 2)

Daarnaast heeft Blijdorp meegewerkt aan verschillende verhalenbundels en aan lesmethodes van Uitgeverij Groen in Heerenveen.